# Jewel Quest
 (juillet 2021).
La mise en forme du texte ne suit pas les recommandations de Wikipédia : il faut le « wikifier ».
Les points d'amélioration suivants sont les cas les plus fréquents. Le détail des points à revoir est peut-être précisé sur la page de discussion.
- Les titres sont pré-formatés par le logiciel. Ils ne sont ni en capitales, ni en gras.
- Le texte ne doit pas être écrit en capitales (les noms de famille non plus), ni en gras, ni en italique, ni en « petit »…
- Le gras n'est utilisé que pour surligner le titre de l'article dans l'introduction, une seule fois.
- L'italique est rarement utilisé : mots en langue étrangère, titres d'œuvres, noms de bateaux, etc.
- Les citations ne sont pas en italique mais en corps de texte normal. Elles sont entourées par des guillemets français : « et ».
- Les listes à puces sont à éviter, des paragraphes rédigés étant largement préférés. Les tableaux sont à réserver à la présentation de données structurées (résultats, etc.).
- Les appels de note de bas de page (petits chiffres en exposant, introduits par l'outil «  Source ») sont à placer entre la fin de phrase et le point final[comme ça].
- Les liens internes (vers d'autres articles de Wikipédia) sont à choisir avec parcimonie. Créez des liens vers des articles approfondissant le sujet. Les termes génériques sans rapport avec le sujet sont à éviter, ainsi que les répétitions de liens vers un même terme.
- Les liens externes sont à placer uniquement dans une section « Liens externes », à la fin de l'article. Ces liens sont à choisir avec parcimonie suivant les règles définies. Si un lien sert de source à l'article, son insertion dans le texte est à faire par les notes de bas de page.
- La présentation des références doit suivre les conventions bibliographiques. Il est recommandé d'utiliser les modèles {{Ouvrage}}, {{Chapitre}}, {{Article}}, {{Lien web}} et/ou {{Bibliographie}}. Le mode d'édition visuel peut mettre en forme automatiquement les références.
- Insérer une infobox (cadre d'informations à droite) n'est pas obligatoire pour parachever la mise en page.

Pour une aide détaillée, merci de consulter Aide:Wikification.
Si vous pensez que ces points ont été résolus, vous pouvez retirer ce bandeau et améliorer la mise en forme d'un autre article.
Jewel Quest est un jeu vidéo de puzzle, de type tile-matching créé et publié par iWin. D'abord sorti pour Windows, il a été redéveloppé pour Symbian S60, la Nintendo DS (sous le nom de Jewel Quest : Expeditions), le Xbox Live Arcade de la Xbox 360 et d'autres plateformes. iWin a également publié une série de suites et de jeux dérivés. Toutefois, aucune traduction française n'est disponible pour ces jeux.

## Système de jeu
Jewel Quest est un jeu-vidéo de puzzle "match 3" joué sur une grille remplie de divers jetons, tels que des diamants, des pépites d'or, des pièces de monnaie et des crânes. Le joueur peut échanger deux tuiles adjacentes, tant que l'échange résulte en une ligne horizontale ou verticale de trois jetons correspondants ou plus. L'ensemble apparié disparaît, permettant aux jetons de tomber dans les espaces d'en haut ; si d'autres ensembles appariés se forment en conséquence, ils disparaissent également.
Chaque fois que les tuiles disparaissent, les cases de la grille deviennent dorées. Le joueur doit transformer chaque case du plateau en or pour terminer le niveau. Ne pas finir dans le délai imparti, ou atteindre une situation dans laquelle plus aucun échange n'est possible, coûte une vie et renvoie le joueur au début de ce niveau.
Au fur et à mesure que le jeu progresse, de nouvelles variantes sont introduites pour rendre le jeu de plus en plus difficile : grilles de forme irrégulière, cases dans des endroits difficiles d'accès, jetons qui doivent être associés plusieurs fois pour les effacer du plateau, etc.

### Jewel Quest
Jewel Quest possède 180 niveaux et se déroule dans la culture maya. Il y a 36 grilles et elles sont jouées successivement, cinq fois, chaque partie ajoutant un nouveau niveau de difficulté. Au cours du premier parcours, "Explorer", le joueur reçoit des morceaux de scénario sous la forme "d'un journal de bord" à lire après avoir terminé chaque grille, avec un extrait supplémentaire avant le début de chaque niveau. Après avoir joué la 36ème grille, le totem "parle" en plus d'avoir un texte de présentation écrit. Après le niveau "Explorer", les nouvelles informations ne sont données qu'à la fin du 36ème niveau, et une fois après avoir joué la grille 1-2 lors du deuxième parcours. Tous les autres "Journaux de bord" sont des citations ou des dictons pour encourager le joueur. De même, si le joueur ne parvient pas à terminer un niveau dans le délai imparti, des citations encourageantes seront utilisées.

### Jewel Quest II
Jewel Quest II a 180 niveaux. Après chaque niveau, le joueur avance le long d'une carte représentant un voyage en Afrique. Des Joyaux supplémentaires sont ajoutés. Encore une fois, il y a 36 tableaux à compléter, chaque partie augmentant en difficulté. Pour Jewel Quest II, les plateaux ne sont pas forcément les mêmes que dans les parties précédentes. De plus, dans Jewel Quest, les cases vides étaient des obstacles, alors que dans Jewel Quest II, le joueur est autorisé à déplacer des joyaux dans des cases vides de la grille, introduisant une nouvelle stratégie. Le personnage (qui est le joueur) se révèle être nommé Rupert Pack, et l'histoire tourne autour de la recherche d'un "Plateau de joyaux légendaires" en Afrique, ainsi que d'une intrigue secondaire romantique avec une femme nommée "Emma Swimmingly" et un antagoniste nommé "Sebastian Grenard". Emma et Sebastian possèdent chacun leur propre journal de bord pour une partie entière, bien que la partie finale soit donnée par Rupert. L'arrière-plan reflète l'emplacement des personnages dans l'histoire.

### Jewel Quest III
Les niveaux de Jewel Quest III se déroulent dans le monde entier. La nouvelle interface du globe permet au joueur de choisir parmi différentes régions pour jouer. Le Mexique, l'Islande, l'Europe, l'Afrique, l'Amérique du Sud, l'Australie, la Chine, l'Alaska, l'Asie de l'Est et Hawaï sont les régions jouables. Dans chaque région, vous avez le choix entre plusieurs emplacements et chaque niveau dispose de plusieurs passages. La nouveauté de Jewel Quest III est que certains des joyaux ont des propriétés spéciales.

## Score et vies
Lorsqu'un ensemble de tuiles est aligné, des points sont gagnés en fonction du nombre de tuiles alignées et du nombre de combos qui se sont produits. Les joyaux noirs "maudits" apparaissent dans les niveaux ultérieurs. Si ces joyaux sont alignés, des points sont déduits du score et ils effacent la couleur des cases si celles où ils ont été alignés étaient dorées (ou argentées). Cependant, les joyaux maudits peuvent être retirés sans effets négatifs grâce à un combo ou s'ils se trouvent sur la dernière ligne d'une grille (puisqu'ils tombent directement du tableau).
Si le joueur ne finit pas un niveau dans le temps imparti, ou s'il n'y a plus aucun mouvement possible, il perd une vie et doit recommencer le niveau.
Une vie supplémentaire est accordée pour chaque tranche de 50 000 points gagnés.

## Jeux
La série Jewel Quest a évolué depuis ses débuts en commençant par des jeux Match-3, et plus tard en incluant des jeux de cartes et des jeux d'objets cachés, en commençant sur PC puis en les portant sur des consoles et des appareils mobiles.

### Windows

#### Match 3
| Jewel Quest                    | 09/02/2004 |
| Jewel Quest 2                  | 09/02/2007 |
| Jewel Quest 3                  | 6/12/2008  |
| Jewel Quest: Heritage          | 10/12/2009 |
| Jewel Quest:The Sleepless Star | 10/07/2010 |
| Jewel Quest: Sapphire Dragon   | 20/10/2011 |
| Jewel Quest: Seven Seas        | 28/10/2016 |

#### Carte à jouer
| Jewel Quest Solitaire   | 10/10/2006 |
| Jewel Quest Solitaire 2 | 28/08/2007 |
| Jewel Quest Solitaire 3 | 3/05/2009  |

#### Objets cachés
| Jewel Quest Mysteries : Curse of the Emerald Tear    | 11/09/2008 |
| Jewel Quest Mysteries 2: Trail of the Midnight Heart | 16/07/2009 |
| Jewel Quest Mysteries: The Seventh Gate              | 4/01/2011  |
| Jewel Quest Mysteries: The Oracle of Ur              | 09/03/2012 |

### Consoles
| Jewel Quest                | Xbox 360    | 03/03/2006 | Match 3                 |
| Jewel Quest: Expedition    | Nintendo DS | 01/02/2008 | Match 3                 |
| The Quest Trio             | Nintendo DS | 26/08/2008 | Match 3, Cartes à jouer |
| Jewel Quest Mysteries      | Nintendo DS | 11/03/2009 | Objets cachés           |
| Jewel Quest Trilogy        | Wii         | 2/04/2011  | Match 3, Objets Cachés  |
| Jewel Quest Solitaire Trio | Nintendo DS | 11/02/2011 | Cartes à jouer          |

### Mobile
| Jewel Quest 3: World Adventure          | Mobile       | 2010 | Match 3       |
| Jewel Quest : Curse of the Emerald Tear | iPhone       | 2010 | Objets cachés |
| Jewel Quest                             | iPhone, iPad | 2011 | Match 3       |
| Jewel Quest Heritage                    | Android      | 2012 | Match 3       |
| Jewel Quest Mysteries: The 7th Gate     | Android      | 2012 | Objets cachés |